# Hesycha crucifera
Hesycha crucifera là một loài bọ cánh cứng trong họ Cerambycidae.